# Марко Косев
Марко Косев е български самбист и ММА боец.
Носител е на световна титла по бойно самбо в категория до 57 кг общо 5 пъти – през 2009 в Гърция, 2010 в Узбекистан, 2011 в Литва, през 2013 в Русия и през 2015 в Мароко. С петата си титла надминава по успехи легендата в този спорт – Фьодор Емелианенко, който има общо 4 титли.
След като печели петата си титла обявява, че има намерение да създаде собствен клуб по бойни спортове.